# 空と山と緑
『空と山と緑』（そらとやまとみどり）は、カートエンターテイメント企画・制作の「カートチャンネル」で公開しているYouTubeドラマと、2021年6月3日公開の映画「空と山と緑～遥かなる旅路～」のタイトル。

## YouTubeドラマ
2020年1月31日19時より配信開始。全10話（1話を4分割し毎週金曜19時に配信された。）
配信毎にテーマがあり、様々な題材を取り上げており、食材にもこだわって配信された。また、毎回異なるゲストが登場した。

### あらすじ
都内某所に両親と一緒に幸せに暮らしていた三姉妹（空（そら）、耶麻（やま）、緑（みどり））は、旅行に出かけた両親を突然の航空機事故で失った。あまりに突然に起きた悲劇だったが途方に暮れる暇もなく、両親とともに暮らしていた家も奪われてしまうことになった。そこで、唯一両親が遺してくれた八ヶ岳にある別荘に三姉妹は移り住むことになったが、別荘は長い間使っていなかったのか荒廃してしまっていた。協力してくれる人たちの力を借りて別荘をキャンプ場に改装することになり、三姉妹だけで大自然の中でキャンプ場の運営をしながら新たな生活を始めた。
キャンプ場を手伝う奈々やいつも何かと協力してくれて支えてくれる桑田、健斗そして上村との出会いが三姉妹を成長させていく。キャンプ場には様々な来客があり予想できない困難も待ち受けていたが、いろんな人に支えられながら、三姉妹はその壁を乗り越えていく。
そして、多くの出会いによってきっかけを得た三姉妹は、自分たちの「夢」に向かって歩き始めていた。

## 映画「空と山と緑～遥かなる旅路～」
登場人物の空と耶麻、緑の三姉妹の両親が巻き込まれた航空機事故から1年後の設定で、YouTubeドラマの続編である。
2021年6月3日から6月9日までユナイテッドシネマアクアシティお台場、6月25日から7月1日まで大阪シアターセブンで劇場公開された。お台場での公開初日と大阪での公開初日には、監督の柿崎ゆうじや出演者による舞台挨拶が行われた。

### あらすじ
YouTubeドラマ「空と山と緑」で描かれた空、耶麻、緑の三姉妹の物語の続編。
航空機事故で両親を亡くした三姉妹は、両親が残してくれた八ヶ岳にある別荘に移り住み、キャンプ場に整備して初めての土地で多くの出会いと別れを繰り返しながら運営していた。キャンプ場に訪れて以来、懇意にしていた加賀美と共に鎌倉へ旅行に行くことになった。
航空機事故からすでに1年が過ぎていたが、三姉妹それぞれが未だ両親を思い続けていた。次女の耶麻は旅先でも両親の夢を見てしまい動揺を隠せずにいたし、三姉妹の末の緑は、母が生前着ていたワンピースを旅行先にまで持ってきてしまっていた。そして空は、長女としてどんなときも気丈に振舞うことを忘れないようにしているようでもあった。そんな状況の中で突然、三姉妹の前に亡くなった母親に瓜二つの女性、留美が現れ、三姉妹の気持ちは大きく揺さぶられる。そのさなか、姉妹は事件に巻き込まれる。

## 出演者
- 井沢紗希
- 榎木薗郁也
- 小原卓也
- さとう珠緒
- 四大海
- 島村明日果
- 竹島由夏
- 半井小絵
- 華野るな
- 藤井仁人
- 八幡朋昭
- 和田慶史朗　ほか